# Scacco alla mafia
Scacco alla mafia è un film del 1970 diretto da Lorenzo Sabatini.

## Trama
La morfinomane Susan, dovrebbe consegnare un carico di droga a due mafiosi che l'aspettano a Fiumicino. Ad attenderla allo scalo c'è anche la polizia che vorrebbe metterla le mani nel sacco. Susan, però, consegna la droga alla sua complice Kiki. A questo punto l'organizzazione manda un suo uomo, Charles Agostino, da New York, e a seguire anche un agente di polizia americana Scott Luce, con l'incarico di neutralizzare l'organizzazione anche dopo l'uccisione di Niki.